# Журбинский, Илья Дидевич
Илья Дидевич Журбинский (род. 13 мая 1955, Окница, Молдавская ССР) — русский поэт и прозаик.

## Биография
Родился в посёлке Окница Молдавской ССР, в семье журналиста Диди Ильича (Ихилевича) Журбинского (1920—1990), уроженца Кишинёва, участника Великой Отечественной войны, и переводчицы Сары Самуиловны Журбинской (урождённой Хаимчик, 1921—2005), родом из Смиловичей. В 1957 году семья переехала в Кишинёв, где Илья Журбинский окончил экономический факультет Кишинёвского сельскохозяйственного института.
С 1992 года живёт в США. Архитектор по программному обеспечению информационных технологий.
В 1994 году был избран председателем пятого Международного конкурса поэзии «Пушкинская лира». Лауреат Международного конкурса поэзии «Пушкинская лира» 1992 года, Международного конкурса Нью-Йоркского Клуба Поэтов 1995 года, премии газеты «Литературные известия» в номинации
«поэзия» за 2017 год, премии газеты «Поэтоград» в номинации «проза» за 2019 год.
Основатель жанра юмористической поэзии «Маразмиады». Член Союза писателей XXI века. Кандидат в мастера спорта СССР по шахматам.

## Публикации
По грибы. Кишинёв: Тимпул, 1987. — 157 с. — тираж 100 тысяч экземпляров.
Книга Журбинского «По грибы» использовалась в качестве источника информации при исследовании (2000—2005 гг.) микрофлоры заповедника Ягорлык
.
Время майских жуков. Гамбург: Семь Искусств, 2025. — 307 с.
Публикуя в 2023 году очерк Журбинского, журнал «Знамя» сообщает, что его
cтихи, рассказы, эссе, мемуары публиковались в центральных российских и зарубежных журналах и газетах: «Литературная газета», литературное приложение к «Независимой газете» «Ex-libris», «Новый Журнал» (Нью-Йорк), «Урал», «Арзамас» (Нью-Йорк), «Дети Ра», «Формаслов», «Textura», «Зарубежные записки» (Дортмунд), «Мастерская», «Новое русское слово» (Нью-Йорк), «Литературные известия», «Поэтоград», альманахи «45-я Параллель», Нью-Йоркского клуба поэтов и др.

## Критика
Анализируя судьбу и творчество Журбинского О. Балла говорит о типичности для XX—XXI веков его судьбы как еврея: «Родился в Молдавии, с 1992 г. — в США, занимается программным обеспечением информационных технологий, пишет по-русски». По её мнению, в своём творчестве он следует традиции тех еврейских писателей, «кто пишет русскую литературу как всемирную», но сохраняет еврейское самосознание. При этом, как отмечает Балла, такое самосознание работает у Журбинского не только как «инструмент видения, но и предмет внимательной рефлексии».
М. Квадратов обращает внимание на фотографическую память Ильи Журбинского, полагая, что благодаря этому ему удалось обратить свои юношеские воспоминания «в прозу практически документальную, но сделанную по высоким художественным канонам».
Евгений Степанов называет Журбинского замечательным писателем, который «пишет уникальные, смешные, ни на что не похожие рассказы», и рекомендует его всем читателям.
В. Соловьёв| говорит о поэте как об «изобретателе мениппейного жанра „Маразмиад“».
Анализируя творчество Ильи Журбинского, Владимир Соловьёв писал:
Искусный сюжетоплёт и утончённый ироник, Илья Журбинский берет читателя в оборот и не отпускает до последней точки – не оторваться. Краткость в обнимку с точностью и прозрачностью. Неожиданные сюжетные коленца. Трогательно, смешно, изящно, стильно. Структурно, наконец: автор – мастер. Критику не к чему придраться.